# Kylie (сингл Akcent)

Зображення диску

Kylie — інтернаціональна версія синглу гурту Akcent «Dragoste de inchiriat» (укр. «Любов в оренду»). Офіційно виданий 18 липня 2005 року під лейблом Digidance.
Протягом року сингл увійшов у топ 20 у чартах 11-ти країн. У Румунії відбувся реліз лише румунської версії.

## Відео
Відео було представлене 2005 року як до румунської так і до англійської версій. На відео учасники гурту відпочивають у нічному клубі та по-черзі кохаються з дівчиною (ймовірно — Кайлі). Наприкінці відео фронтмен Едріан Сіна розпиває з нею шампанське на задньому сидінні автомобіля, після чого дівчина виштовхує його з авто, а сама продовжує їхати.

## Трек-лист[1]
1. «Dragoste de inchiriat» 4:11
2. Kylie (Original Radio Edit) 4:09
3. Kylie (Black Sea Remix) 4:36
4. Kylie (DJ Win's Remix) 4:43
5. Kylie (Very Long version) 6:11

## Цікаві факти
Реліз англомовного синглу має 12 версій, виданих у різних країнах, включаючи ремікси.